# GDP-fukoza protein O-fukoziltransferaza
GDP-fukoza protein O-fukoziltransferaza 1 takođe poznatа kao peptid-O-fukoziltransferaza 1 (O-FucT-1) je enzim koji je kod ljudi kodiran genom POFUT1.
POFUT-1 pripada O-Fuc porodici proteina koji su uključeni u prenos o-fukoze iz GDP-β-L-fukoze na supstrate. POFUT-1 je odgovornа za dodavanje šećera fukoze u O vezu sa ostacima serina ili treonina između drugog i trećeg konzervisanog cisteina u ponavljanjima sličnim EGF-u na Noč proteinu. Protein je invertujuća glikoziltransferaza, što znači da enzim koristi GDP-β-L-fukozu kao donatorski supstrat i prenosi fukozu u O vezi na protein koji proizvodi fukoza-α-O-serin/treonin.

## Nomenklatura
GDP-fukozа protein O-fukoziltransferaza 1 je takođe poznat kao
- Protein O-fukoziltransferaza[2]
- O-FucT-1
- FUT12
- OFUCT1
- O-FUT

## Spoljašnje veze
- O-fucosyltransferase+1,+Drosophila на 
- POFUT-1 GeneCards, Weizmann Institute of Science.
- POFUT1 Symbol Report | HUGO Gene Nomenclature Committee Архивирано на веб-сајту  (9. новембар 2016)